# 非洲韓僑
韓國人在非洲的人口很少，2005年估計只有9,200人，其中近一半生活在南非。在非洲49個國家，包括非洲大陸及其周邊島嶼，也可以找到韓國國民；他們在其中19個國家建立了學校。他們是韓僑中的一小部分。

## 歷史
南非自1903年成為韓僑一個重要目的地，主要是充當礦工，但最終還是被中國工人取代。

### 北朝鮮人
過去，北朝鮮向非洲一些國家，包括幾內亞、埃塞俄比亞、津巴布韋、馬里和坦桑尼亞，開展了幾項軍事和民事援助計劃。作為回報，北朝鮮能夠獲得外交承認和其他槓桿作用；他們成功地確保了南韓無法加入不結盟運動。在埃及的情況下，這種關係特別密切；1973年贖罪日戰爭期間，北朝鮮飛行員曾駕駛埃及戰鬥機，並向埃及出口飛毛腿導彈。在與南韓、以色列建立關係之前，埃及甚至與北韓建立外交關係。
北韓還參與了安哥拉、羅得西亞和塞舌爾的若干武裝叛亂運動，並為非洲人國民大會和西南非洲人民組織提供支持。1984年，3,000名北朝鮮軍事顧問被派往安哥拉，後來據報與安哥拉人民武裝部隊（FAPLA）進行了作戰行動。大約在同一時間，一些朝鮮人參與了萊索托的巴索托國家黨青年聯盟文森特·馬克希爾派的訓練，但是由於1986年初南非的壓力，他們被驅逐出境。
非洲也是北朝鮮出口勞工賺取外匯的地方。

### 韩人
在20世紀70年代和80年代南韓勞務移民阿拉伯世界的浪潮中，許多南韓人前往北非的阿拉伯國家，包括利比亞，在較小的程度上，前往埃及和蘇丹。儘管利比亞在1977年之前沒有收到第一批南韓工人，但它是1981年至1985年間唯一一個在南韓工人數量上持續增長的阿拉伯國家。到1985年，它已成為阿拉伯世界第二大最受歡迎的目的地：有23,138來自南韓的人士。從1977年到1985年，共有103,953名南韓人前往利比亞。尼日利亞的南韓社區由來自南韓大宇建築公司和現代重工業的550名建築工程師、240名當地居民以及由南韓基督教會派遣的10名傳教士組成。博茨瓦納還有大約200名南韓人，主要由南韓汽車製造商的員工組成；154人住在首都哈博羅內。2008年底，有媒體報導稱首爾江南區約有30或40名移民經紀人正在幫助南韓父母在馬里和其他非洲國家獲得永久居留權，以便他們可以讓孩子在國內的國際學校就讀。

## 教育
開羅韓國人學校於1979年12月5日成立，是非洲唯一的韓國人日間學校，也是非洲最早註冊的韓國人教育機構。截至2007年9月，它招收了84名小學生和119名中學生。周末韓語學校也在其他18個非洲國家建立，共招收640名學生。

### 引用
1. 1 2 3 4 5 6 7 8 9 10 11 12 13 14  OKF 2005
2. 1 2  , Republic of Korea: Cheongwadae (Office of the President), 2006  [2007-05-11], （原始内容存档于2007-09-30）
3. 1 2  Jo, Hyeong-jae, , Dongpo News, 2007-03-27  [2007-05-14], （原始内容存档于2007-09-27）
4. ↑  Yap & Man 1996，第104頁
5. ↑  Foster-Carter, Aidan, , Asia Times, 2006-09-06  [2009-11-26], （原始内容存档于2006-10-19）
6. ↑  Owoeye 1991
7. ↑  Hanlon 1986，第117, 120, 322頁
8. ↑  Seok 1991，第56–58頁
9. ↑  , Chosun Ilbo, 2008-09-12  [2010-07-28], （原始内容存档于2019-04-30）
10. ↑  NIIED-ROK 2007，

### 來源
- Hanlon, Joseph, , Indiana, United States: Indiana University Press, 1986, ISBN 0-253-33131-5
- Owoeye, Jide, , Asian Survey, July 1991, 31 (7): 630–645, doi:10.1525/as.1991.31.7.00p00737
- Seok, Hyunho, , Gunatilleke, Godfrey  (编), , United Nations University Press: 56–103, 1991, ISBN 92-808-0745-5
- Yap, Melanie; Man, Dianne, , Hong Kong University Press, 1996, ISBN 962-209-424-4
- , National Institute for International Education Development, Republic of Korea, 2007  [2009-11-27], （原始内容存档于2007-09-30）
- . Overseas Korean Foundation. 2005  [2007-05-13]. （原始内容存档于2007-09-27）.